# Wilhelm von Velsen
Wilhelm Adolf von Velsen (* 11. Juli 1828 in Unna; † 1. Oktober 1894 in Bochum) war ein preußischer Bergrat in Dortmund.

## Leben
Seine Eltern waren der evangelische Pfarrer Engelbert von Velsen (1793–1868) und Wilhelmine Hueck (1808–1859), eine Tochter des Landgerichtsassessors Johann Adolf Hueck (1776–1809). Sein jüngster Bruder war der Oberberghauptmann Gustav von Velsen (1847–1923). Er bestand 1846 die Reifeprüfung im Gymnasium Hammonense in Hamm. Anschließend arbeitete er als Bergbaubeflissener in Ibbenbüren, Bochum und Essen. Im Zuge des Studiums an den Universitäten  Berlin und Bonn bereiste er auch die Schweiz, Italien, Tirol und Bayern. Schließlich beendete er sein Studium an der Bergakademie Freiberg.
Velsen wurde am 31. Dezember 1854 zum Bergreferendar ernannt und arbeitete in den Zechen Hamburg in (Annen bei Witten) und Crone (Hacheney bei Dortmund). Er zog 1858 nach Dortmund und heiratete Lina Vogt, gen. Schulze Höing. Schnell beteiligte er sich an vielen Bergbauvereinen und wurde ehrenamtlicher Stadtrat der Stadt. Velsen engagierte sich bei der Westfälischen Berggewerkschaftskasse und gründete die Bergschule Bochum. In den 1860er Jahren veröffentlichte er einige Artikel in der Zeitschrift „Glückauf“ über den westfälischen Bergbau. Er besaß Anteile an der Zeche Graf Moltke in Gladbeck.
1872 wurde Velsen mit dem Titel Bergrat ausgezeichnet, 1886 wurde er in den preußischen Volkswirtschaftsrat berufen. Anlässlich des Bergarbeiterstreiks von 1889 wurde er von Kaiser Wilhelm II. empfangen.
Velsen starb 1894 bei einer Operation im Krankenhaus Bergmannsheil in Bochum.

## Familie
Velsen heiratete am 27. Mai 1858 auf dem Höing bei Unna Lina Vogt, gen. Schulze Höing
(1837–1917), die neun Kinder waren:
- Wilhelm (1859–1865)
- Bertha (1861–1945) – verheiratet ab 1893 mit dem preußischen Oberst Julius von Basse (1855–1921)
- Ernst (1863–1873)
- Adolf (1865–1945), preußischer Oberst – verheiratet ab 1891 mit Bertha Niemöller (1868–1952)
- Marie (1867–1872)
- Otto (1869–1945), Bergbeamter und Unternehmer – verheiratet ab 1897 mit Emilie von Marchtaler (1872–1955)
- Friedrich (1871–1953), Regierungspräsident – verheiratet ab 1896 mit Dora-Marie Ziegler (1876–1944), eine Tochter des englischen Teppichhändlers Philipp Ziegler (1831–1880)
- Wilhelmine (1873–1966) – verheiratet ab 1897 mit dem Ministerialrat Konrad Engel (1862–1912), ein Sohn des Sozialökonomen Ernst Engel (1821–1896)
- Gustav (1876–1922), Bergbaubeflissener, der Verfasser des Buches Unsere Großeltern